# Марцев, Михаил Николаевич
Михаил Николаевич Марцев (род. 11 февраля 1988, с. Тоншерма, Татарская АССР, РСФСР, СССР) — российский военнослужащий, подполковник. Герой Российской Федерации (2024).

## Биография
Родился 11 февраля 1988 года в чувашской семье в селе Тоншерма Татарской АССР. 
Учился в Тоншерминской средней общеобразовательной школе, которую окончил в 2005 году. В том же году поступил курсантом в Казанское высшее танковое командное училище. С 2007 года обучался в Дальневосточном высшем общевойсковом командном училище, которое в 2009 году окончил.
Участник российско-украинской войны. В 2014 году принимал участие в захвате Крыма Россией. С 2022 года принимает участие во вторжении России на Украину. Участвовал в боях за Мариуполь и Угледар. Командир отдельного батальона морской пехоты 810-й отдельной гвардейской бригады морской пехоты Черноморского флота.

## Звания и награды
- Герой Российской Федерации (Указом Президента Российской Федерации «закрытым» от 2024 года за мужество и героизм, проявленные при исполнении воинского долга, гвардии подполковнику Марцеву Михаилу Николаевичу присвоено звание Героя Российской Федерации с вручением знака особого отличия — медали «Золотая Звезда»)[6].
- Орден Мужества (2).
- Медаль ордена «За заслуги перед Отечеством I степени (с мечами).
- Медаль ордена «За заслуги перед Отечеством» II степени (с мечами).
- Почётный гражданин Чувашской Республики